# Koi no Mega Lover
"Koi no Mega Lover" (恋のメガラバ) — сингл японской группы Maximum the Hormone, выпущенный 5 июля 2006 года. Песня вошла в шестой студийный альбом, под названием — Buiikikaesu.

## Позиция в чартах
Песня заняла #9 позицию в чарте Oricon.

## Список композиций
1. "Koi no Mega Lover" (恋のメガラバ Megaraba of Love) - 5:27
2. "Louisiana Bob" (ルイジアナ・ボブ) - 3:40
3. "Rockin' Agurimotion" (ロッキン・アグリーモーション Rockin 'Ugly motion) - 1:59
4. "Johnny Inbu Life" (ジョニー陰部LIFE Johnny genital LIFE) - 2:14